# Château de Kéralio (Plouguiel)
Le château de Keralio est une demeure, du 4e quart du XVe siècle, qui se dresse sur la commune française de Plouguiel dans le département des Côtes-d'Armor, en région Bretagne.
Le château fait l’objet d’une inscription au titre des monuments historiques.

## Localisation
Le château est situé à 2,5 kilomètres au nord de l'église Notre-Dame de Plouguiel, dans le département français des Côtes-d'Armor.

## Historique
Le château fut au centre d'un domaine érigé en châtellenie au profit de maître Roland Scliczon, conseiller, maître des requêtes, sénéchal de Vannes, Guingamp, Lannion, ainsi qu'auditeur des comptes sous le règne de la duchesse-reine Anne de Bretagne qui, à partir de 1497, autorisa la fortification du manoir.

## Protection aux monuments historiques
Le château est inscrit aux monuments historiques par arrêté du 22 mars 1930.
Il est également recensé à l'Inventaire général du patrimoine culturel, et le site a été inscrit par arrêté du 17 janvier 1944.